# Horst Wagon
Horst Wagon (* 23. September 1909 in Berlin; † 3. Februar 1987 ebenda) war ein deutscher Ingenieur und Hochschullehrer.

## Leben

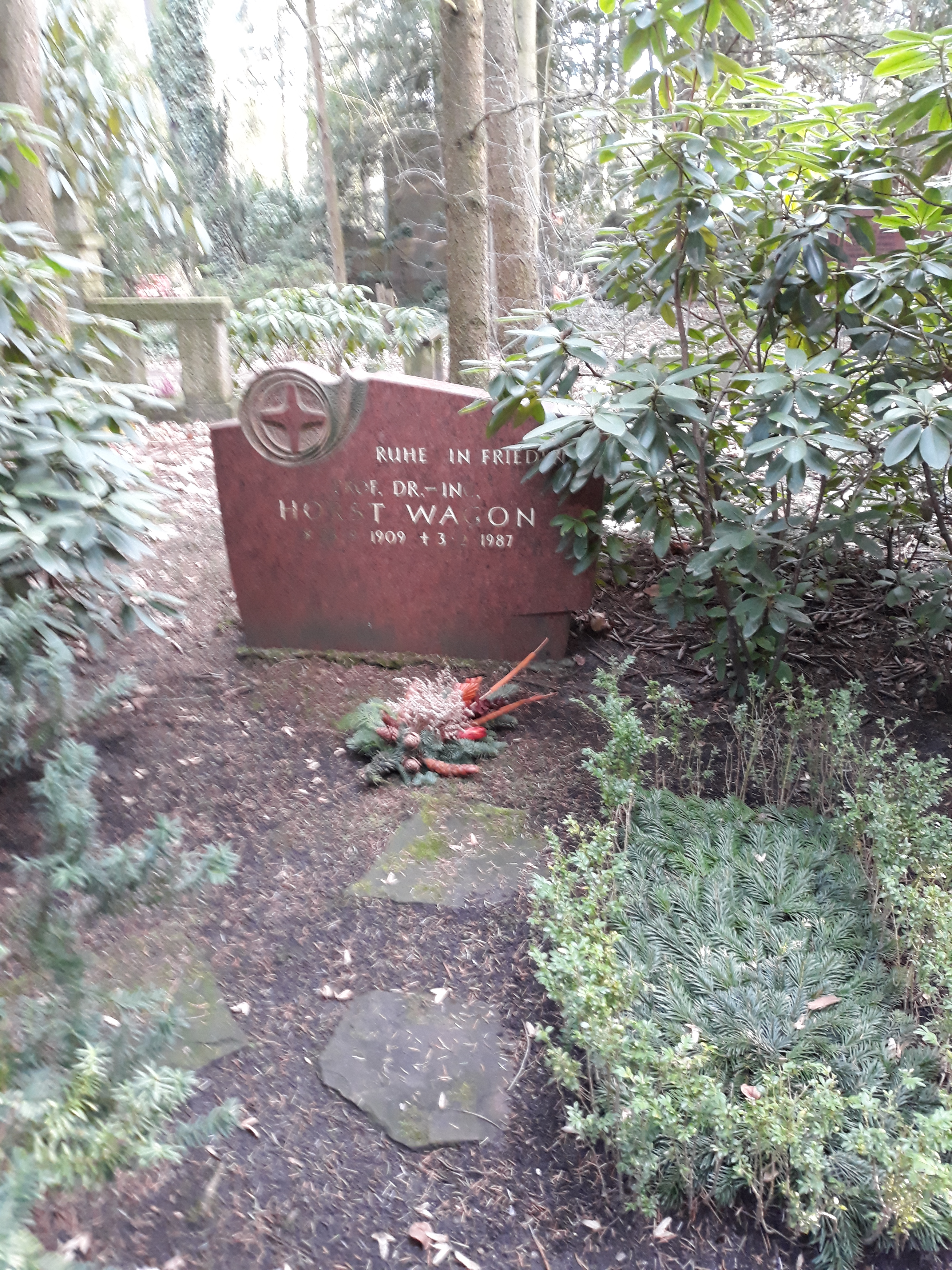
Grab von Horst Wagon auf dem Parkfriedhof Lichterfelde

Horst Wagon absolvierte 1928 seine Reifeprüfung und studierte im Anschluss Maschinenbau an der Technischen Hochschule (TH) Berlin. Nach dem Studium war er zunächst bei MAN in Nürnberg, Stock in Berlin und Ardelt in Eberswalde tätig. Im Jahr 1936 wurde er Oberingenieur in der Abteilung für Maschinenbau an der Fakultät für Maschinenwesen der TH Berlin. Mit einer Arbeit über Schaufelradbagger im Braunkohlentagebau wurde er im Jahr 1939 in der Fakultät für Bergbau und Hüttenwesen der TH Berlin promoviert. Im Folgejahr habilitierte er sich mit einer weiteren Arbeit über Schaufelradbagger.
Von 1942 bis 1945 war Wagon Soldat und kehrte kriegsverletzt heim. Nach dem Krieg wurde er Dozent und lehrte kurz darauf als außerplanmäßiger Professor. Ab 1954 bis zu seiner Emeritierung im Jahr 1977 war er ordentlicher Professor und Institutsdirektor des Instituts für Maschinenwesen beim Bergbau und Hüttenbetrieb. Schwerpunkte seiner Lehr- und Forschungstätigkeit waren Fördertechnik und Maschinenkunde im Bergbau. Von 1962 bis 1964 war Wagon Dekan der Fakultät für Bergbau und Hüttenwesen. Er betreute während seiner Hochschulzeit ungefähr 900 Studienarbeiten, 320 Diplomarbeiten und eine größere Anzahl von Dissertationen. Er starb im Februar 1987.
Horst Wagon war Mitglied (Mitgliedsnummer: 42641) des Vereins Deutscher Ingenieure (VDI). Von 1962 an war er Vorsitzender des Verbandes Deutscher Wirtschaftsingenieure.
Der Österreichische Verband der Wirtschaftsingenieure ernannte Horst Wagon 1974 zu seinem Ehrenmitglied. An der TU Berlin wurde ein Hörsaal nach ihm benannt.

## Schriften (Auswahl)
- Beitrag zur Frage der Anwendbarkeit von Schaufelradbaggern im Braunkohlentagebau. Dissertationsschrift. Knapp, Halle (Saale) 1939.
- Die fördertechnischen Probleme beim Schaufelradbagger unter dem Gesichtswinkel einer stets größtmöglichen Wirtschaftlichkeit bei der Hereingewinnung der Fördermassen. Habilitationsschrift. Berlin 1940.